# 弗拉季斯拉夫·波利亚绍夫
弗拉季斯拉夫·谢尔盖耶维奇·波利亚绍夫（俄语：Владислав Сергеевич Поляшов，1995年4月4日—），俄罗斯男子竞技体操运动员，2018年世界竞技体操锦标赛男子团体全能银牌得主、2019年欧洲运动会男子个人全能铜牌得主、2019年世界竞技体操锦标赛男子团体全能金牌得主。